# Glaura Villalba
Glaura Maria Amorim Villalba (1978) conocida simplemente por Glaura Villalba, es una periodista brasileña. Actualmente trabaja en el canal TV MS Record, y a su vez es editora jefa y presentadora del telediario MS Record.

## Trayectoria
Formada en periodismo por la Universidad Federal de Mato Grosso del Sud (UFMS) en 2000, comenzó como reportera en la TV Campo Grande, finalizando en 2001. Ese mismo año, fue contratada por la TV Morena como periodista. Enseguida, asumió la presentación de telediarios como MSTV - 1.ª edición y en Bom Dia MS. A lo largo de ocho años construyó una carrera sólida.
En abril de 2009, firmó contrato con la TV MS Record como presentadora de telediarios de la casa, principalmente MS Record - 1.ª edición.